# Юэльссон, Калле
Юлиус Калле Юэльссон (швед. Julius Kalle Joelsson; род. 21 марта 1998, Лёддечёпинге, Сконе) — шведский футболист, вратарь клуба «Хельсингборг».

## Клубная карьера
Футболом начал заниматься с пяти лет в клубе «Лёдде». В 16-летнем возрасте перешёл в молодёжную команду «Хельсингборга». В 2015 и 2016 годах выступал за команду академии клуба во втором шведском дивизионе, проведя в общей сложности в её составе 51 игру.
В 2017 году подписал первый годичный контракт с «Хельсингборгом». Первую игру за основной состав клуба провёл 14 августа 2017 года в гостях против «Фрея». 10 июля 2018 года на правах аренды до конца сезона отправился в «Энгельхольм», однако, по условиям соглашения мог выступать за оба клуба. За время аренды принял участие всего в двух играх в первом дивизионе. Осеннюю часть сезона провёл в качестве основного вратаря «Хельсингборга», сыграв семь матчей. В итоговой турнирной таблице клуб занял первое место и завоевал право на будущий сезон выступать в Алльсвенскане. 31 марта 2019 года в игре первого тура с «Норрчёпингом» дебютировал в чемпионате Швеции. В игре с «Сириусом», состоявшейся 15 июля, в середине первого тайма повредил мениск, в результате чего был вынужден пропустить остаток сезона.

## Карьера в сборной
5 сентября 2015 года сыграл единственный раз за юношескую сборную Швеции в товарищеском матче со Словакией, пропустив два мяча. 7 июня 2019 года дебютировал в молодёжной сборной в товарищеской встрече с новержцами.

## Клубная статистика
| Выступление            | Выступление      | Выступление      | Лига | Лига | Кубки | Кубки | Конт. кубки | Конт. кубки | Разное | Разное | Итого | Итого |
| Клуб                   | Лига             | Сезон            | Игры | Голы | Игры  | Голы  | Игры        | Голы        | Игры   | Голы   | Игры  | Голы  |
| ---------------------- | ---------------- | ---------------- | ---- | ---- | ----- | ----- | ----------- | ----------- | ------ | ------ | ----- | ----- |
| Академия Хельсингборга | Дивизион 2       | 2015             | 25   | -41  | 0     | 0     | 0           | 0           | 0      | 0      | 25    | -41   |
| Академия Хельсингборга | Дивизион 2       | 2016             | 26   | -34  | 0     | 0     | 0           | 0           | 0      | 0      | 26    | -34   |
| Академия Хельсингборга | Итого            | Итого            | 51   | -75  | 0     | 0     | 0           | 0           | 0      | 0      | 51    | -75   |
| Хельсингборг           | Суперэттан       | 2017             | 1    | -4   | 0     | 0     | 0           | 0           | 0      | 0      | 1     | -4    |
| Хельсингборг           | Суперэттан       | 2018             | 7    | -8   | 1     | -1    | 0           | 0           | 0      | 0      | 8     | -9    |
| Хельсингборг           | Алльсвенскан     | 2019             | 15   | -20  | 0     | 0     | 0           | 0           | 0      | 0      | 15    | -20   |
| Хельсингборг           | Алльсвенскан     | 2020             | 1    | -4   | 0     | 0     | 0           | 0           | 0      | 0      | 1     | -4    |
| Хельсингборг           | Суперэттан       | 2021             | 5    | -2   | 1     | -3    | 0           | 0           | 2      | -2     | 8     | -7    |
| Хельсингборг           | Алльсвенскан     | 2022             | 7    | -9   | 0     | 0     | 0           | 0           | 0      | 0      | 7     | -9    |
| Хельсингборг           | Итого            | Итого            | 36   | -47  | 2     | -4    | 0           | 0           | 2      | -2     | 40    | -53   |
| Энгельхольм            | Дивизион 1       | 2018             | 2    | -3   | 0     | 0     | 0           | 0           | 0      | 0      | 2     | -3    |
| Энгельхольм            | Итого            | Итого            | 2    | -3   | 0     | 0     | 0           | 0           | 0      | 0      | 2     | -3    |
| Всего за карьеру       | Всего за карьеру | Всего за карьеру | 89   | -125 | 2     | -4    | 0           | 0           | 2      | -2     | 93    | -131  |